# Terlizzi
Terlizzi is een gemeente in de Italiaanse provincie Bari (regio Apulië) en telt 27.452 inwoners (31-12-2004). De oppervlakte bedraagt 68,3 km², de bevolkingsdichtheid is 402 inwoners per km².
De volgende frazioni maken deel uit van de gemeente: Sovereto.

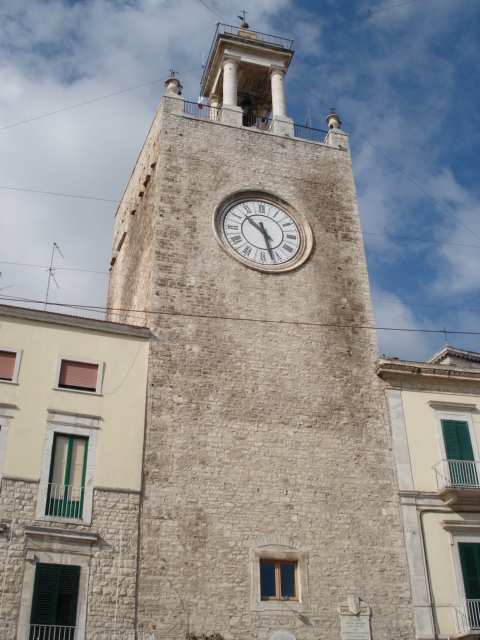
Toren van Terlizzi
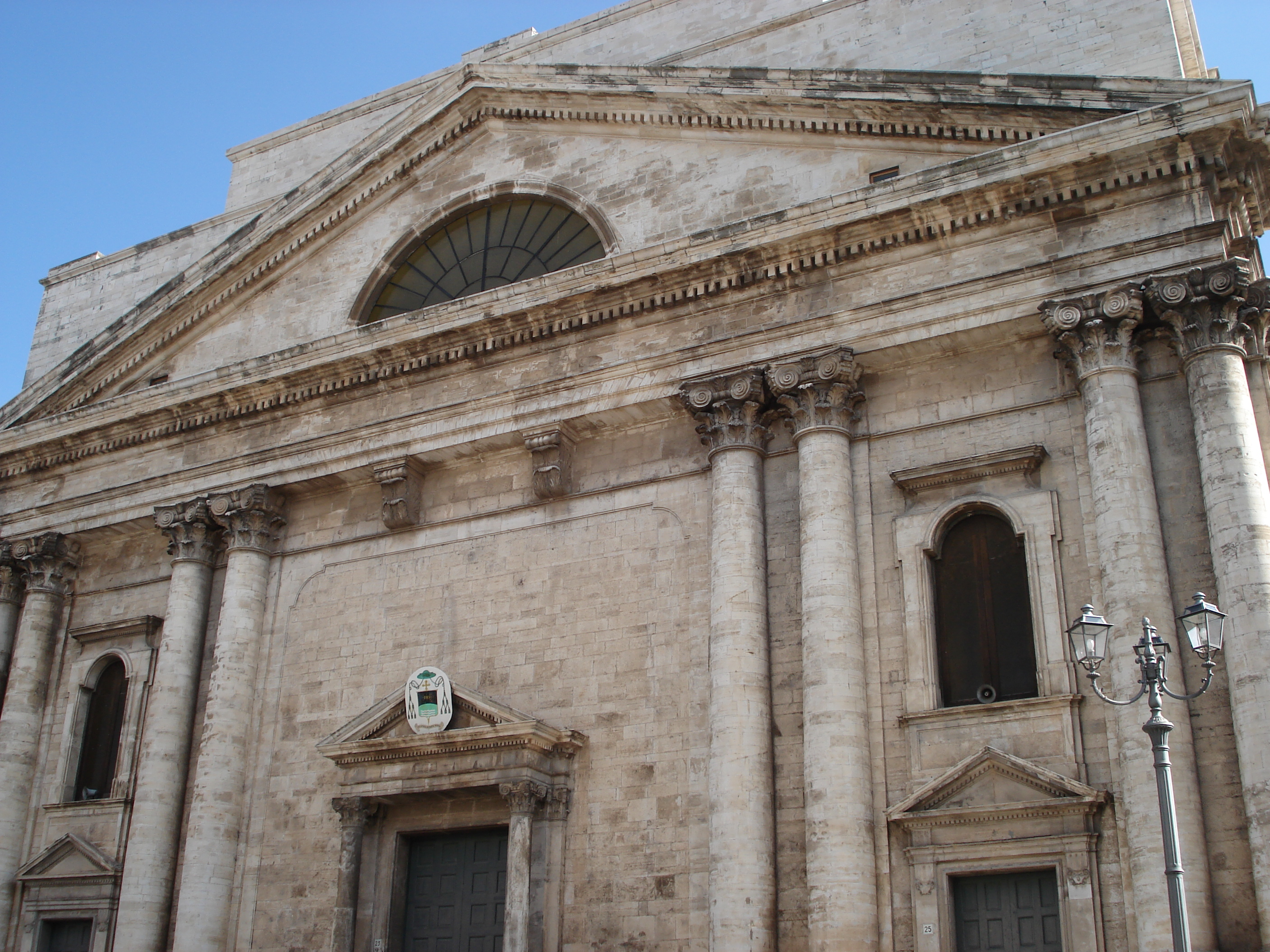
Kathedraal van Terlizzi

## Demografie
Terlizzi telt ongeveer 9247 huishoudens. Het aantal inwoners steeg in de periode 1991-2001 met 4,2% volgens cijfers uit de tienjaarlijkse volkstellingen van ISTAT.

## Geografie
De gemeente ligt op ongeveer 190 meter boven zeeniveau.
Terlizzi grenst aan de volgende gemeenten: Bitonto, Giovinazzo, Molfetta, Ruvo di Puglia.
Acquaviva delle Fonti · Adelfia · Alberobello · Altamura · Bari · Binetto · Bitetto · Bitonto · Bitritto · Capurso · Casamassima · Cassano delle Murge · Castellana Grotte · Cellamare · Conversano · Corato · Gioia del Colle · Giovinazzo · Gravina in Puglia · Grumo Appula · Locorotondo · Modugno · Mola di Bari · Molfetta · Monopoli · Noci · Noicàttaro · Palo del Colle · Poggiorsini · Polignano a Mare · Putignano · Rutigliano · Ruvo di Puglia · Sammichele di Bari · Sannicandro di Bari · Santeramo in Colle · Terlizzi · Toritto · Triggiano · Turi · Valenzano
1. ↑  https://demo.istat.it/?l=it.